# Павло Гіжицький
Павло́ Гижи́цький або Павел Ґіжицький (пол. Paweł Giżycki SJ; 24 січня 1692 — 28 січня 1762, Кременець) — архітектор й живописець доби пізнього бароко на Волині і Галичині, єзуїт.

## Біографія
16 серпня 1710 року вступив до ордену Єзуїтів. Студіював філософію і теологію спочатку у Любліні (1713—1716), а згодом у Сандомирі (1719) і Кракові (1720—1723). Займався місійною діяльністю в Ковелі, Полонному, Луцьку, Володимирі та Кременці.
Міродайною виступає думка, що мистецтво архітектури Павло Гіжицький опанував власним розумом і умінням. Автор кількох десятків храмів, переважно єзуїтських, у Самборі, Кременці, Луцьку, Піддубцях, Старому Чарторийську, Городищі тощо.
Павлові Гижицькому належить авторство вівтаря у фарному костелі Живця й іконостасу греко-католицької церкви в Підгірцях.
Окремо у творчості майстра виділяють роботи над поховальними декораціями. Зокрема, є автором лат. castra doloris Ядвіги Загоровської (1725), Томаша Юзефа Замойського (1726), Казимира Олександра Потія (1729), Міхала Сервація Вишневецького (1745), Павла Карла Санґушка (1750), Юзефа Потоцького (1751) та ін.

## Світлинин

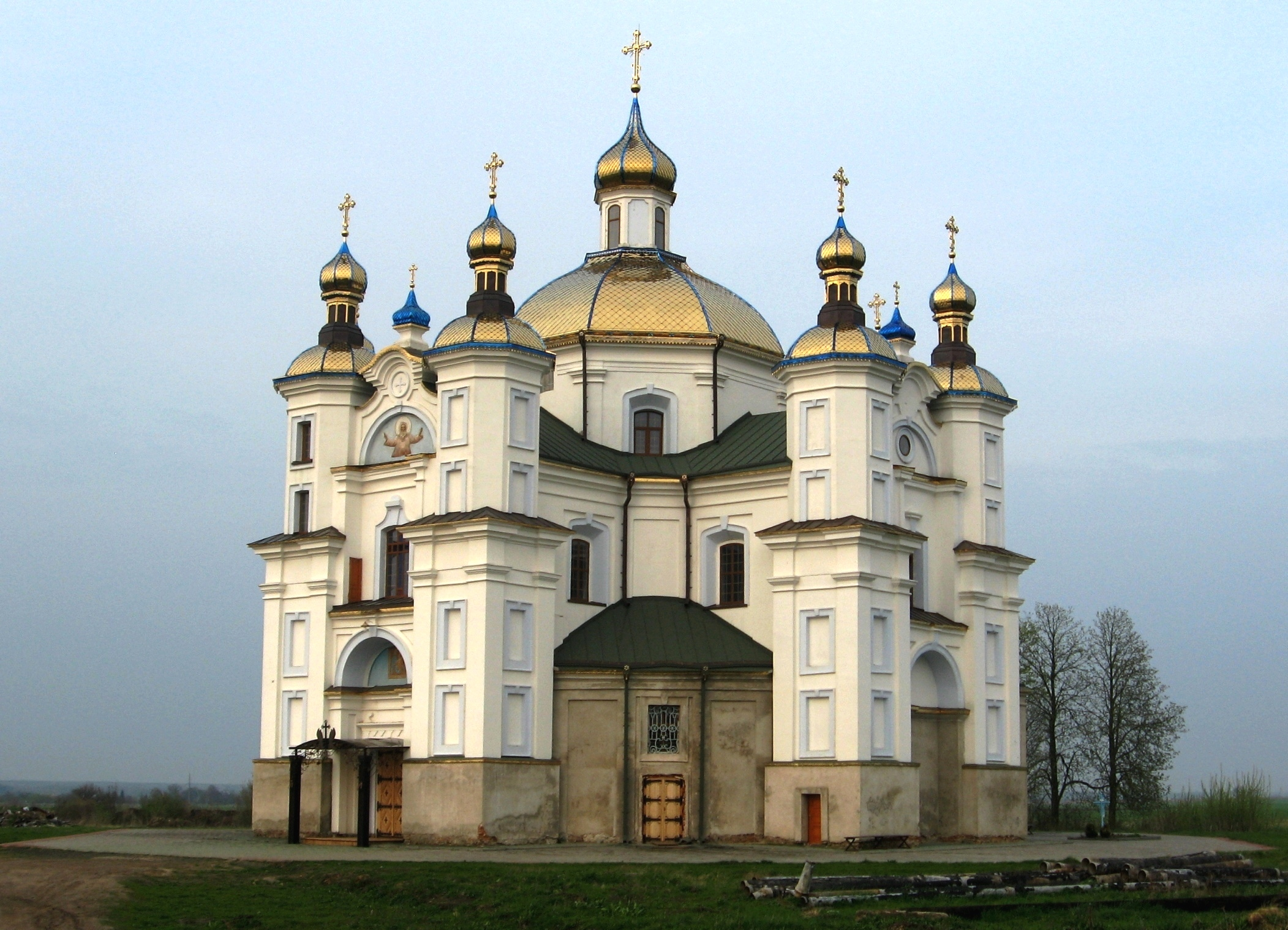
Церква Різдва Богородиці у Піддубцях
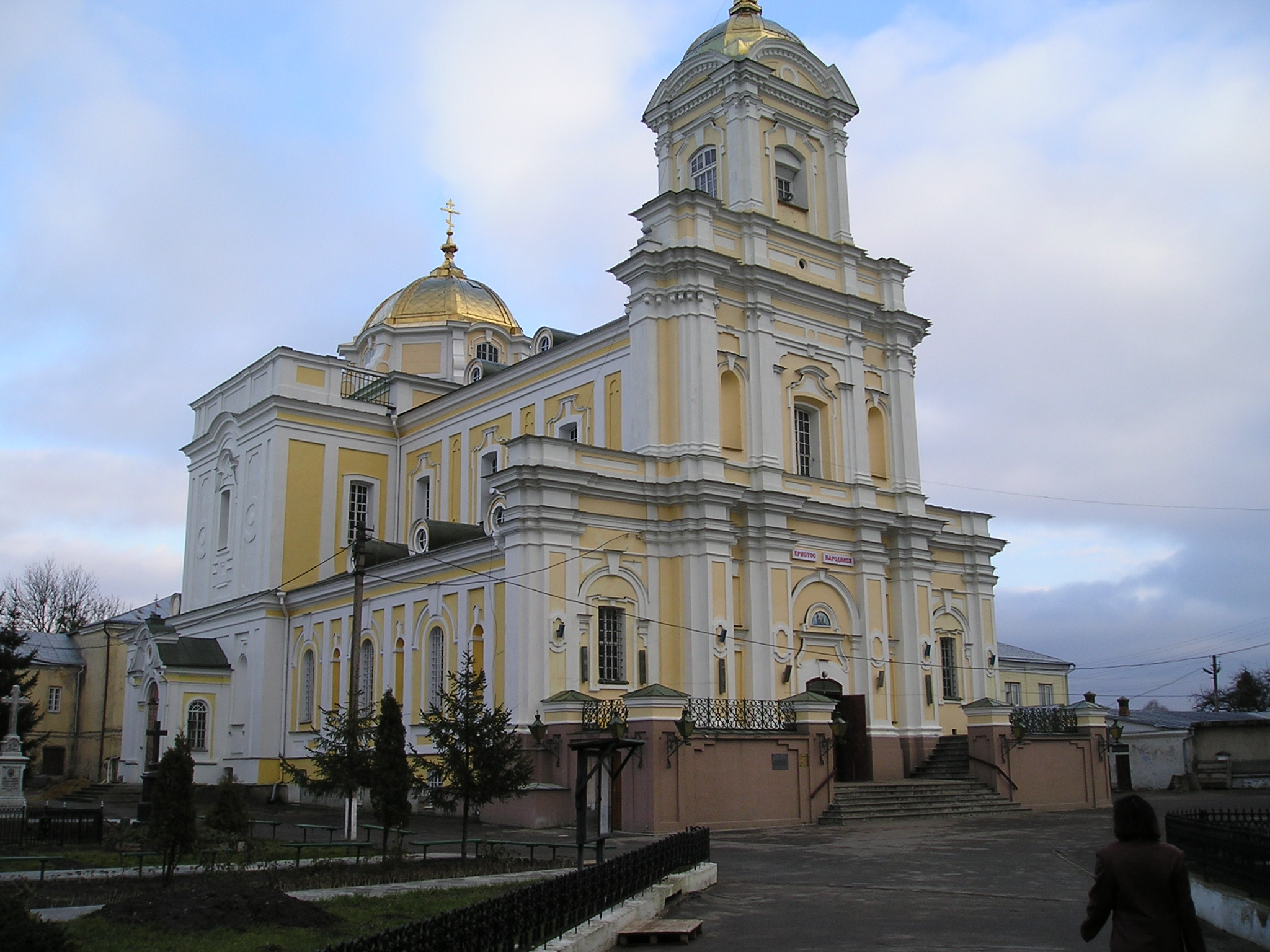
Костел отців Бернардинів у Луцьку
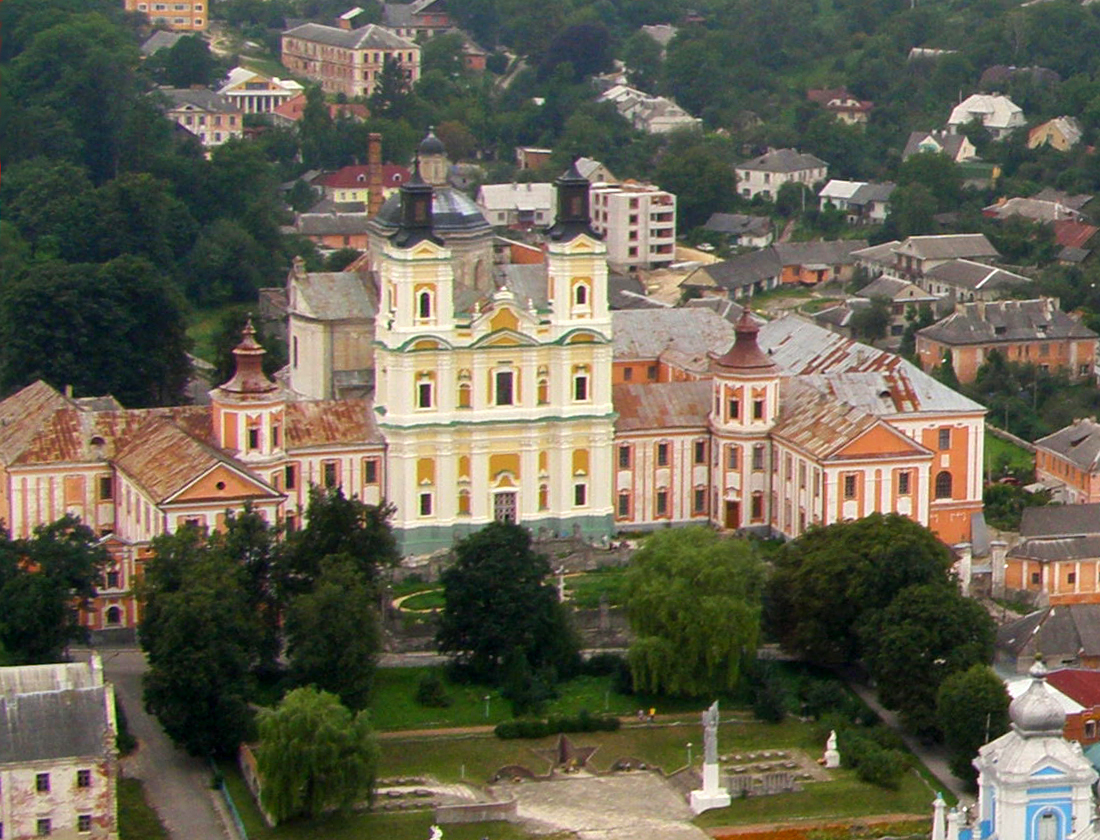
Колегіум отців Єзуїтів у Кременці
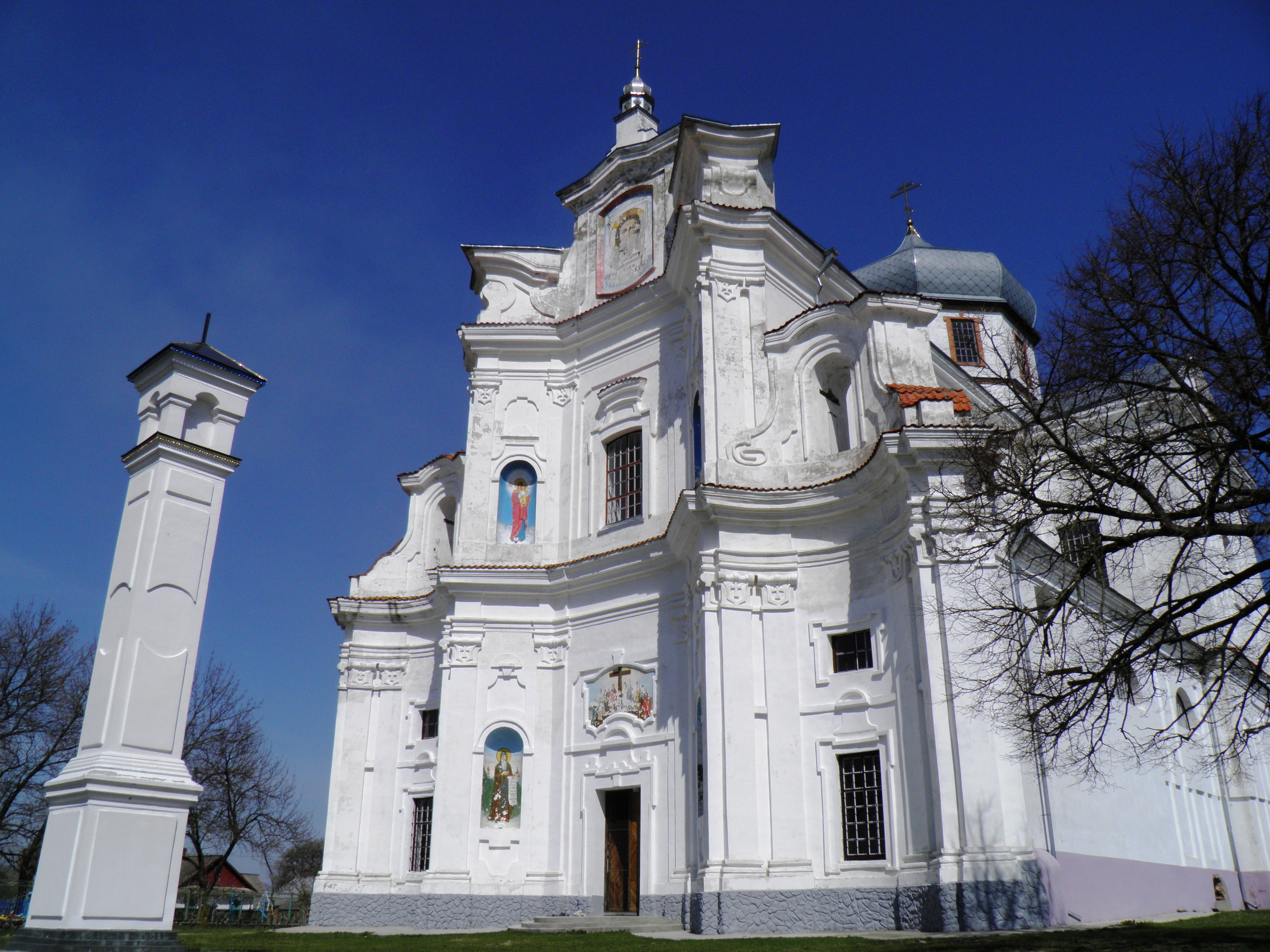
Домініканський костел у Старому Чорторийську